# Oude Maasje
Het Oude Maasje is de naam voor verschillende gedeeltes van een oude Maasbedding die is overgebleven nadat omstreeks 1273 de Maas bij Hedikhuizen werd afgedamd. De Maas werd toen omgeleid in noordwestelijke richting naar Gorinchem over een traject dat nu de Afgedamde Maas heet. Overblijvende -meest smalle- waterlopen die daarvóór de hoofdbedding van de Maas vormden, staan nu bekend als Oude Maasje. Er zijn drie van deze Oude Maasjes, die respectievelijk nabij Waspik, Drongelen en Heusden gelegen zijn. Parallel hieraan stroomt sinds 1904 de gegraven Bergsche Maas die de functie van de Afgedamde Maas heeft overgenomen.

## Waspik

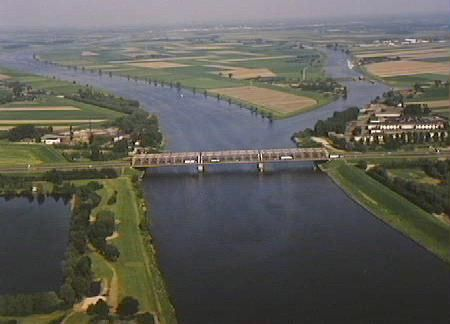
De monding van het Oude Maasje (rechts)

Het Oude Maasje te Waspik heeft een lengte van ongeveer 5 km, loopt parallel aan en ten zuiden van de Bergsche Maas en komt bij Raamsdonksveer uit in de Bergsche Maas.
Tussen de Bergsche Maas en het Oude Maasje bevindt zich de Overdiepse Polder die tot Waspik behoort.
Op het Oude Maasje komen de volgende wateren uit:
- Het Zuiderafwateringskanaal, dat een verbinding vormt met de Donge.
- De Kerkvaart, die naar Waspik leidt.
- De Capelse Haven, die naar Capelle leidt.

In het verlengde van het Oude Maasje ligt, parallel aan de Bergsche Maas, het Zuiderkanaal.

## Drongelen
Ook ten zuiden van Drongelen en Meeuwen loopt een enkele kilometers lange stroom van deze naam. Hierop komen enkele afwateringssloten vanuit het Land van Heusden en Altena uit. Dit Oude Maasje, dat ten noorden van de Bergsche Maas ligt, begint in Drongelen en eindigt bij het in 1963 gestichte Gemaal Hagoort. Deze tak van het Oude Maasje gaat aan beide zijden over in het Noorderafwateringskanaal, dat parallel aan de Bergsche Maas verloopt.

## Heusden
Een derde Oude Maasje bevindt zich tussen Doeveren en Heusden. Dit watertje ligt weer ten zuiden van de Bergsche Maas. Aan de westzijde komt het uit in het Drunense Loopke en aan de oostzijde in de vestinggracht van Heusden. Het is slechts een bochtig slootje van anderhalve kilometer lengte. Ten oosten van Heusden loopt het Oude Maasje nog door langs Herpt.